# Trent (Texas)
Pour les articles homonymes, voir Trent.
Trent est une ville, située dans le comté de Taylor, dans l’État du Texas, aux États-Unis. Elle fait partie de l’agglomération d’Abilene, le siège du comté. Elle comptait 337 habitants selon un recensement datant de 2010.

## Géographie
Selon le Bureau du recensement des États-Unis, la ville a une superficie totale de (1,1 km2. Elle est située le long de l'Interstate 20 à 37 kilomètres d'Abilene.

## Histoire
La ville de Trent est créée en 1881 à la suite de la création de la ligne de chemin de fer de la Texas and Pacific Railway. Située à égale distance entre Texarkana et El Paso, elle passe sur les terrains d'Isaac Riley Trent dont elle prend le nom. À la suite d'une erreur de signalisation par un employé de chemin de fer, les stations Eskota, où habitait I.R. Trent et aujourd'hui ville abandonnée, et Trent sont intervertis,.
Le bureau de poste de la ville ouvre en 1883 puis, une école en 1885.

## Démographie
La ville compte 1 200 habitants en 1928 avant de passer à 300 durant la Grande Dépression.